# Synapseudes aflagellatus
Synapseudes aflagellatus är en kräftdjursart som beskrevs av Jürgen Sieg. Synapseudes aflagellatus ingår i släktet Synapseudes och familjen Metapseudidae. Inga underarter finns listade i Catalogue of Life.